# Aplysia fasciata
Espèce
Synonymes
- Aplysia brasiliana

Aplysia fasciata, le lièvre noir de mer, est une espèce de mollusques gastéropodes de grande taille, au corps nu.

## Description
Deux petits yeux peu évolués sont visibles presque en dessous des rhinophores.

## Distribution
En France métropolitaine, on peut trouver cette espèce sur toutes les côtes (atlantiques et méditerranéennes, Corse comprise).

## Comportement
Des éthologues et d'autres chercheurs ont observé Aplysia fasciata, dans la nature, en laboratoire, en aquarium ou dans des milieux semi-artificiels (ports protégés).
Selon les observations disponibles, dans la nature cet animal choisit soigneusement son habitat et passe une grande partie de son temps (45 % environ du temps, dans les deux cas) à manger et à se reproduire. L'animal est plus actif la nuit, une grande partie de la journée étant consacré au repos (parfois enfoui dans le sable). 
L'animal est moins mobile et plus profondément caché dans le milieu quand les vagues et les turbulences sont importantes, il ne nage en pleine eau que dans une eau calme
Vie sociale : Cette espèce n'est pas dotée d'yeux performants, mais la vision est remplacée par les perceptions chimiosensorielles fines permises par les rhinophores (antennes sensorielles captant les hormones émises par les autres individus), ce qui explique notamment que les individus aient une activité fortement synchronisée (ils présentent au même moment les mêmes comportements simultanément pour la plupart des individus d'une population locale). L'ablation expérimentale des rhinophores ne supprime pas la recherche de nourriture, mais diminue fortement le temps passé aux activités sexuelles. Des expériences sur la capacité d'apprentissage et de mémorisation de cette espèce ont montré que cet animal apprend plus vite qu'une nourriture est immangeable en présence de congénères.
Cycle nycthéméral : L'activité est plutôt nocturne et des variations de comportement (alimentation, natation...) sur la journée existent, mais sont aussi dépendantes des conditions du milieu (eau calme ou agitée..) de la disponibilité en nourriture et en partenaires sexuels.
Alimentation : Herbivore, cet animal apprécie divers végétaux marins et notamment les ulves (selon Susswein, l'un des spécialistes de cette espèce, sa nourriture la plus courant est Ulva lactuca). Le comportement d'alimentation est généralement interrompu durant la reproduction (peu d'animaux sont observés en train de manger au moment où les femelles déposent leurs œufs). Il a été montré expérimentalement, qu'en cas de manque de nourriture, l'animal passe plus de temps à nager à la rechercher d'algues mais aussi à se reproduire, et moins de temps à ramper ou au repos. Et si les comportements des individus au sein du groupe restent alors très synchronisés, ils diffèrent de ce qu'ils sont quand la nourriture est largement disponible. Il a été montré que la présence de congénères à proximité augmente chez cette espèce le temps passé à manger par chaque individu . 
Natation : l'animal ne nage en plein eau que si la masse d'eau est calme. La manière exacte dont le déplacement et effectué est encore imparfaitement comprise. Une analyse vidéoinformatique des mouvements natatoires montre que différentes régions du parapodes sont alors animées de mouvements cycliques. Selon les données disponibles, la vitesse de natation et de la période d'oscillation dépendent aussi de la température de l'eau. Une ligature expérimentale des artères du réseau sanguin des parapodes ne modifie pas les mouvements de ces parapodes, mais des lésions du système nerveux périphériques et central montrent que le nerf parapodial antérieure joue le rôle principal, associé à un oscillateur neuronal séparé, présent dans chaque ganglion du pied. La coordination bilatérale est médiée par le système nerveux.
Reproduction : Les stimuli poussant à la reproduction (recherche de partenaires sexuels, agrégation, comportements de cour, de copulation...) semblent être à la fois environnementaux et socio-hormonaux, et agir à la fois sur le comportement alimentaire et reproductif. Chez cette espèce hermaphrodite, le comportement d'accouplement et de ponte semblent principalement contrôlés ou déclenchés par une phéromone à la fois sexuelle et régulatrice (qui active le comportement sexuel et inhibe l'appétit). Cette hormone est émise par le tractus génital et présente dans le cordon d'œufs. 
Les individus ayant fonction de mâle semblent rechercher activement et courtiser les individus prêts à pondre (fonction de femelles), qui semblent plus passifs. Ils pondent de longs fils cylindriques et s'épaississant formant une longue séquence de milliers de paquets de minuscules œufs. Ces œufs sont pondus, à différentes époques de l'année. Ils évoquent visuellement de loin un paquet de spaghettis, généralement collé à un substrat dur. Les accouplements se font au sein de groupes parfois importants, avec des changements continuels de partenaires ; Deux mâles semblent pouvoir simultanément féconder une même femelle. Des comportements de ponte, et des masses d'œufs ont été observés dans les zones habituellement non fréquentées par ces animaux. Le temps passé à l'accouplement augmente avec le nombre de partenaires présents.

## Prédateurs
Au stade planctonique, un grand nombre de larves sont mangées par de nombreux prédateurs. Ensuite l'animal semble relativement bien protégé par son mucus et par la synthèse d'au moins deux molécules ichtyotoxiques (toxiques pour les poissons). Ces molécules défensives sont des lactones et leurs structures chimiques ont été décrites en 1992) .

## Locomotion
Le lièvre noir de mer rampe en adhérant fortement au substrat (roches, pierres, végétaux marins), est capable de résister à l'émersion plusieurs heures lors des marées (celles d'équinoxe d'automne comprises). Il peut aussi se détacher et nager en pleine eau grâce aux battements assez lents de ses deux " parapodes " (larges membranes latérales recouvrant le dessus du corps au repos).

## Utilisation
- Plusieurs molécules d'intérêt sont biosynthétisées par cette espèce (enzymes[17], molécules de défense présentes dans la peau ou le mucus, molécule hapatopancréatique proche de certains antiviraux et anticancéreux) qui a donc intéressé le secteur des biotechnologies et de la pharmacie[18],[19],[20],[21].

## Anecdote
Bien que muni de moyens de défenses efficaces (toxines, encre et opaline), s'il est manipulé avec précaution, il se révèle inoffensif. 
Selon  Susswein (1984) « l'émission défensive d'encre n'a jamais été observée sans intervention d'un expérimentateur, même quand l'aplysie était attaquée par un crabe » et elle pourrait plutôt selon des scientifiques de la station zoologique de Naples jouer un rôle d'alerte, hormonal et social. Ceci pourrait aussi valoir pour d'autres espèces : les modifications de comportements (comportement d'évitement) induites par la présence d'encre dans l'eau ne sont pas dues à la couleur de l'encre, car cette espèce ne réagit qu'à la présence d'une encre émise par un individu de la même espèce, et non à l'encre d'un poulpe.